# Interferon tau
Interferon tau (IFNτ, IFNT) patří mezi interferony typu I a je tvořen jedním řetězcem aminokyselin. Byl objeven v přežvýkavcích coby signál březosti a původně pojmenován oTP-1 (ovine trophoblast protein-1). Má mnoho fyziologických funkcí v savčí děloze, a také vykazuje protizánětlivé účinky které pomáhají s ochranou semi-allogenního zárodku před imunitním systémem matky.
Geny kódující IFN-τ byly nalezeny pouze u přežvýkavců, a to konkrétně u sudokopytníků. U těchto genů bylo také identifikováno několik polymorfismů. Přestože nebyla produkce IFN-τ pozorována u lidí, jak lidské tak myší buňky jsou schopny reagovat na jeho účinky. IFN-τ se váže na stejný receptor jako IFN-α a spouští intracelulární signalizaci přes STAT1, STAT2, Tyk2, což vede k produkci cytokinů s antivirálními a imunomodulačními účinky, jako jsou například IL-4, IL-6 a IL-10.

## Struktura
IFN-τ je tvořen 172 aminokyselinami, má dva disulfidové můstky (1–99, 29–139) a prolin na N-konci. Podobně jako další interferony typu I se i IFN-τ váže na interferonový alfa/beta receptor (interferon-alpha/beta receptor, IFNAR).
Jeho molekulová hmotnost se pohybuje v rozmezí od 19 do 24 kDa v závislosti na stavu glykosylace, protože ne všechny varianty IFN-τ tuto modifikaci mají. Hovězí IFN-τ má N-glykosylaci v pozici ASN78, IFN-τ koz je kombinace mezi glykosylovanou a neglykosylovanou formou, a ovčí glykosylován není. Vazebné místo pro receptor se nachází u C-konce, aktivní místo pak u N-konce.
IFN-τ sdílí zhruba 75% svojí identity se běžným savčím IFN-ω. Jak Southern blot tak sekvenování genomu ale ukazuje, že IFN-τ se vyskytuje pouze u přežvýkavců. Mezi interferonem z původem z buněk lidského trofoblastu a IFN-τ je 85% sekvenční shoda.

## Funkce a biologická aktivita
IFN-τ je sekretován konstitutivně trofoblasty a děložní sliznicí (endometriem) v průběhu březosti u ovce. Jeho sekrece je zahájena okolo desátého dne, vrcholu pak dosahuje mezi 13. až 16. dnem, a je ukončena po 24. dni březosti. IFN-τ je zcela zásadní pro produkci progesteronu žlutým tělískem brzy po početí, a společně s progesteronem zvyšuje expresi genů zajišťujících transport živin do lumen dělohy, růstových faktorů pro hematopoézu a angiogenezi a dalších molekul které jsou klíčové pro implantaci a placentaci - tedy pro procesy uhnízdění oplozeného vajíčka v děložní sliznici a pro vytvoření pevného spojení mezi plodovou a mateřskou částí placenty. Interferon má jak endokrinní pak parakrinní efekty, imunomudulační vliv na mnoho buněčných typů včetně neutrofilů, a antiproliferační, antiluteolycké a imunosupresivní účinky na děložní sliznici.
IFN-τ se váže na IFNAR na buněčné membráně a svojí vazbou indukuje dimerizaci podjednotek tohoto receptoru, IFNAR1 a IFNAR2. To pak vede k aktivaci buď kanonické nebo nekanonické signální dráhy. Kanonická dráha zahrnuje JAK-STAT-IRF signalizaci, která vede k indukci genů stimulujících interferony (interferon stimulating genes, IGSs). Nekanonická dráha obsahuje MAP kinázovou a PI3K-AKT1 kaskády.
IFN-τ je také schopen stimulovat expresi interleukinů IL-6 a IL-8. V tomto případě pak nedochází k signalizaci přes STAT1, ale mechanismus je STAT3 závislý.
Pomocí kvasinky Pichia pastoris byl vytvořen syntetický gen pro ovčí IFN-τ. Takto vzniklý rekombinantní IFN-τ měl stejné antivirální, antiluteolytické a imunosupresivní účinky jako přírodní IFN-τ.

## Využití v klinice
Porozumění mechanismům a účinkům IFN-τ u přežvýkavců vedlo k jeho využití ve stanovení březosti, kdy se dá stanovit přímo z krve, a také pro zlepšení účinnosti reprodukce u zvířat.
Protože jeho účinky nejsou omezeny jen na přežvýkavce a proces březosti, je IFN-τ zkoumán pro své protizánětlivé vlastnosti, například v léčbě diabetu. U NOD myší, kterým byl interferon podáván orálně, intraperitoneálně nebo subkutánně, byl pozorován zpomalený nebo dokonce zastavený rozvoj diabetu.
IFN-τ je schopen inhibovat replikaci viru HIV in vitro efektivněji než lidský IFN-α. Bylo zjištěno že IFN-τ snížil intracelulární HIV RNA v lidských makrofázích a inhiboval intracelulární reverzní transkripci RNA do provirální DNA. Kvůli rozdílům jak v selektivitě N-konců k receptorům a různé receptorové aviditě vykazuje IFN-τ mnohem menší cytotoxicitu než IFNT-α, čehož se dá využít v léčbě virových onemocnění. Také byly prokázány účinky IFN-τ proti viru influenzy. Nicméně IFN-τ má velkou druhou specificitu, která může zapříčinit poměrný pokles biologické aktivity v případě podání jinému druhu.